# レクサス・LFA

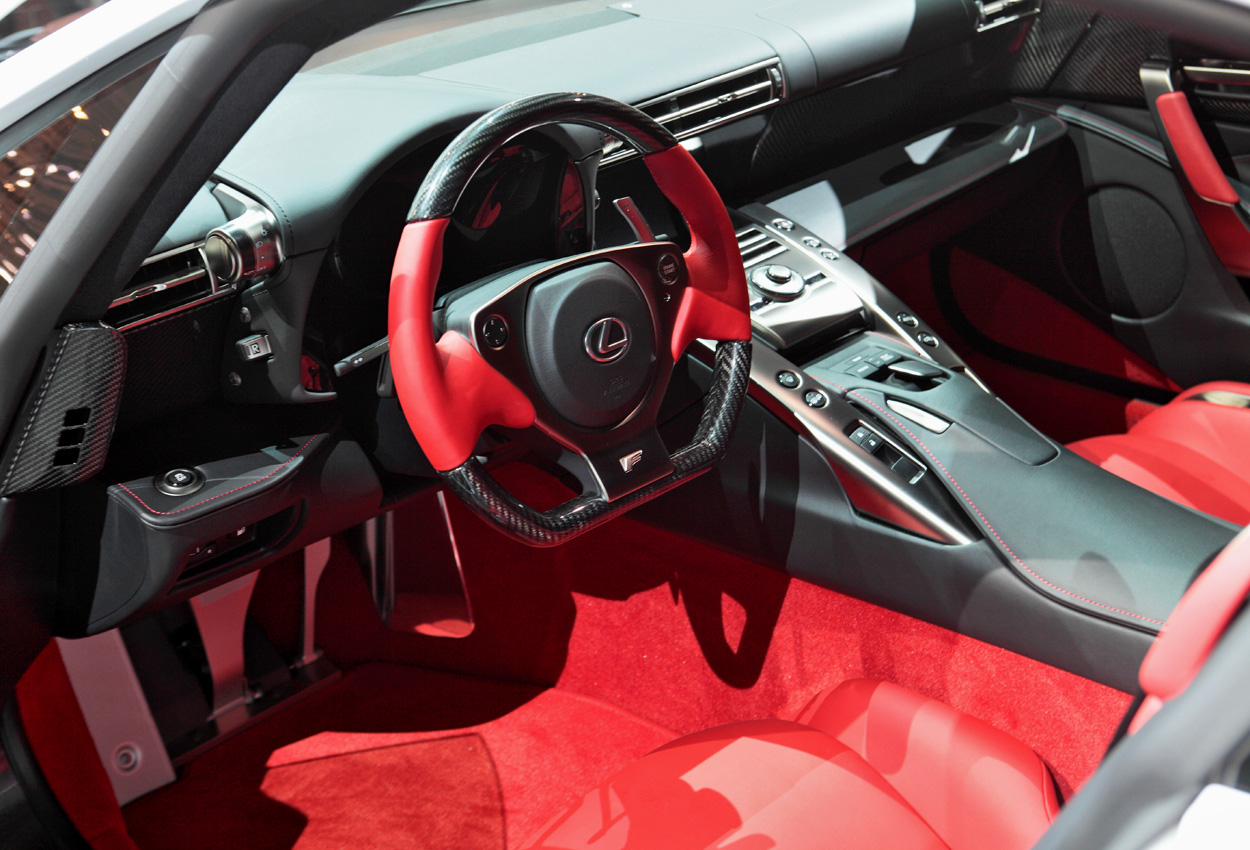
室内

LFA（エルエフエー、Lexus LFA）は、トヨタ自動車が展開する高級車ブランド「レクサス」が、2010年12月から2012年12月にかけて限定500台生産・販売した2人乗りのスーパーカーである。
「IS F」（2007年発売）に始まったレクサスのプレミアムスポーツ「F」シリーズ（"F"は富士スピードウェイの頭文字に由来）の頂点に立つと同時に、「世界超一級レベルの運動性能と超一流の感性と官能を持ち合わせるスーパースポーツカー」として世に送り出すべく棚橋晴彦らが開発した、レクサス初のスーパーカーである。莫大な開発費をかけたため、3750万円という価格にもかかわらず赤字であったという。しかしLFAの開発によって培われた現代FRスポーツカーのノウハウ及び素材技術や思想はその後のレクサス車に大きな影響を与えており、生産終了後の現在も公式ウェブサイトではレクサス・Fシリーズの頂点に君臨するものとして紹介されている。
2005年と2007年にプロトタイプコンセプトカーである「LF-A」が公開された後、2009年の東京モーターショーで市販モデル「LFA」が発表された。途中リーマン・ショックによりトヨタの経営は赤字に傾いたものの開発は続行され、2010年12月15日から愛知県のトヨタ自動車元町工場「LFA工房」にて生産が開始された。ほぼ全てを職人によるハンドメイドにより1日1台のペースで、2012年12月14日までの25か月をかけて500台の生産が行われた。

## 歴史

### 開発計画から試作・試験車両製作
2000年冬、北海道で社内外の車を持ち込む恒例の冬季テストを行っていた第一開発センター第一企画部の棚橋晴彦は、夜の飲み屋でセンター長の服部哲夫にスポーツカーを作りたいと直訴し、有志によってLFAの開発が始まった。開始当初はエンジンを「LS」などに採用されているV型8気筒エンジンをベースにすることを考えていた。しかし技術担当副社長の加藤伸一が、「2年経ったらF1に出るんだぞ。V8じゃ寂しいからV10にしろ」と煽り、棚橋も役員を味方につけるためその提言を受け入れた。トヨタで「売れない車を作るな」とうるさいのは基本的に部長クラスで、役員以上からは特に反対の声は無かったという。
2003年6月に最初の試作車が完成した。「世界一過酷なサーキット」として知られるドイツのニュルブルクリンクにおける初めての走行テストが行われた。この時点で「フロント・ミッドシップエンジン+後輪駆動+トランスアクスル+V10エンジン」という基本的なパッケージングにおいては市販仕様車と変わらない構成で固められていたが、トランスミッションやエンジンの排気量をはじめホイールベースまで異なっており、さらにボディの骨格にはアルミが採用されていた。この車両を社内の役員たちに試乗させていた頃、テストドライバーの成瀬弘の直訴により、味付けは成瀬に一任されることになった。
2005年5月、副社長の岡本一雄の「中途半端にはやるな」という助言から、軽量化とボディ剛性向上のためにシャーシとボディ骨格および外板をアルミ素材からカーボン素材（CFRP）に変更することが決まり、新製法を用いたカーボン素材を豊田自動織機と共同開発することも併せて決定した。
なおこの時点においても一般向けに商品化するか否かということは決まっていなかった。同2005年11月の商品企画会議において、副社長の岡本や豊田章男が「自動車は金儲けだけで無くこういう車も作れるべきだ」「トヨタには夢や憧れを喚起する商品が欠けている」という強力な後押しをしたこともあって、トヨタ自動車より正式なプロジェクトとして認可され、2007年4月になってようやく商品化の許可が下りたという。

### コンセプトカー発表から市販まで
2005年1月、アメリカ・デトロイトで開催された北米国際オートショーにてコンセプトカー「LF-A」が初公開された。車名のLF-Aとは「Lexus Future Advance」の頭字語であり、当時まだ本格的なスポーツカーをラインアップに持たなかったレクサスにおける「フラグシップスポーツカーのコンセプト」として提示されたものに過ぎなかったが、搭載されるエンジンはトヨタ自動車とヤマハ発動機との共同開発によるもので、排気量は5.0 L以下で最高出力は500 PS以上、そして最高速度は320 km/h（200 mph）以上に達するとアナウンスされていた。
スタイリングは、前年にニュルブルクリンクで走行テストされた試験車両とほぼ同一のフォルムであったが、この時点で「ロングノーズ・ショートデッキ」というFRスポーツカーの伝統的なスタイリングや、前後の重量配分均等化のためラジエーターをボディ後部へ搭載するという斬新なレイアウトが採られ、市販モデルに続く基本的なパッケージングが完成していた。
また、同年に開催された東京モーターショーにも展示され、搭載エンジンはV型10気筒、動力伝達はリアにトランスアクスルを置いたFRとされることが明かされた。また同エンジンのモックアップも展示されるなど、徐々にその詳細が明かされてきた。
そして2007年、2年前と同じ北米国際オートショーにてレクサスはプレミアムスポーツ「F」シリーズの展開を正式に発表。その第一弾として、4ドアDセグメントセダンの「IS」をベースに5.0 L V型8気筒エンジン（2UR-GSE型）を搭載したスポーツモデル「IS F」が正式に発表され、それと同時に「LF-A」コンセプトカーも発展型へと進化した。
デザインは、発展途上であった2005年モデルのイメージを引き継ぎながらも丸みを帯びたものに変更され、また搭載エンジンがV型10気筒の自然吸気型であることが改めて公表されたほか、ボディはCFRPで構成されることが明らかになるなど、メーカー自らが正式な発売に向けてより詳細なスペックを明らかにした。なお、この「LF-A 2007」は同年開催の東京モーターショーにも参考出品された。
翌2008年の北米国際オートショーでは、ルーフを切り取ったロードスターモデルが出展された。基本的なスペックは前年モデルと変わらないものの、新たに車速感応式リアウイングを搭載することを公表し、またパドルシフト（シーケンシャルマニュアルトランスミッション）を装備することが合わせて公表されるなど、LF-AにトヨタF1譲りの技術が数多く投入されていることがアピールされた。そのほか、2009年の東京オートサロンには、当時のニュルブルクリンク24時間レース仕様車が「GAZOO Racing」ブースに出品されている。
その後もドイツのニュルブルクリンクを中心に世界各国での試験走行が実施され、そのたびに自動車メディアがこぞってスクープするなど、確実に市販へ向けてコンセプトカー「LF-A」は進化を遂げていった。
|                   | 全長     | 全幅     | 全高     | ホイールベース |
| ----------------- | -------- | -------- | -------- | -------------- |
| LF-A 2005         | 4,400 mm | 1,860 mm | 1,220 mm | 2,580 mm       |
| LF-A 2007         | 4,460 mm | 1,895 mm | 1,220 mm | 2,600 mm       |
| LF-A ロードスター | 4,460 mm | 1,895 mm | 1,219 mm | 2,606 mm       |

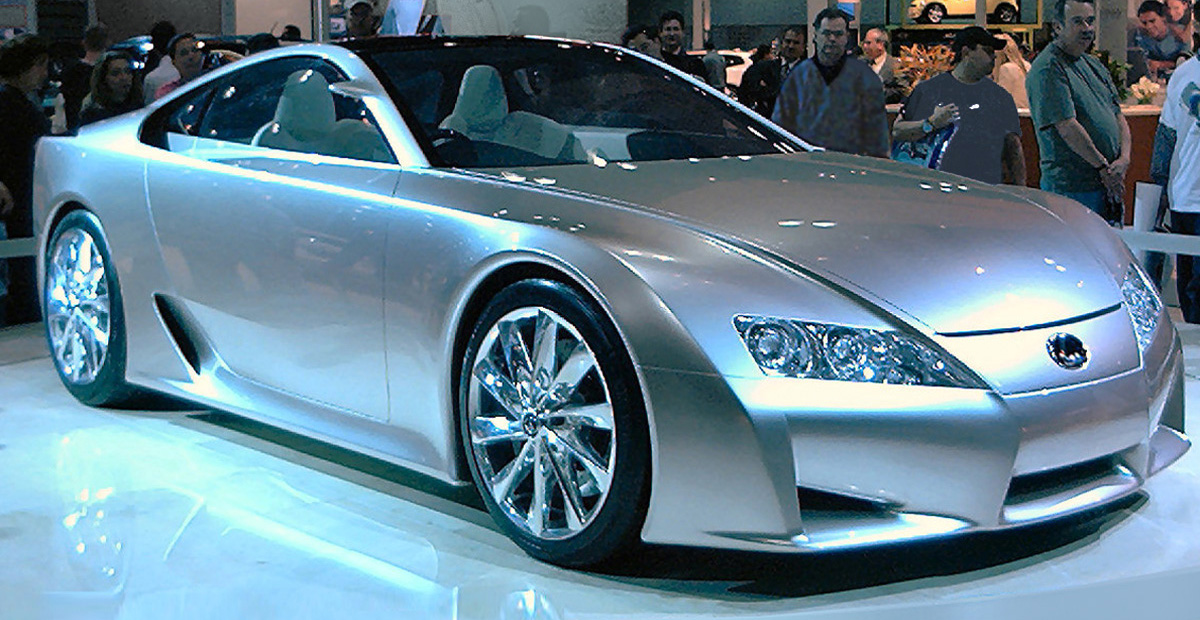
LF-A 2005（フロント）
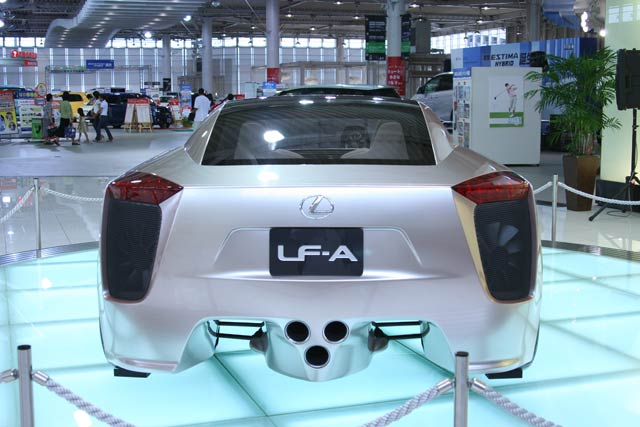
LF-A 2005（リア）
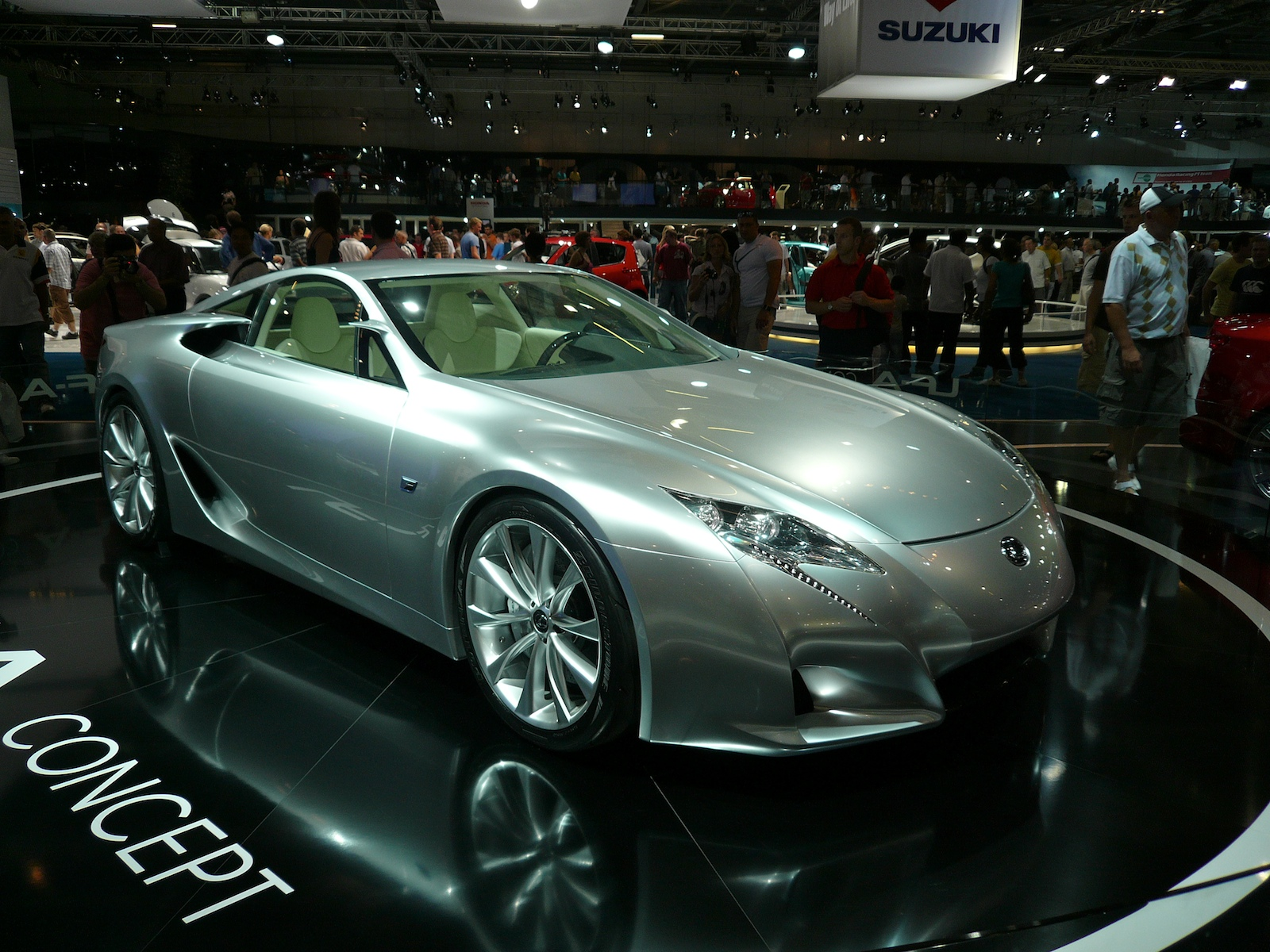
LF-A 2007（フロント）
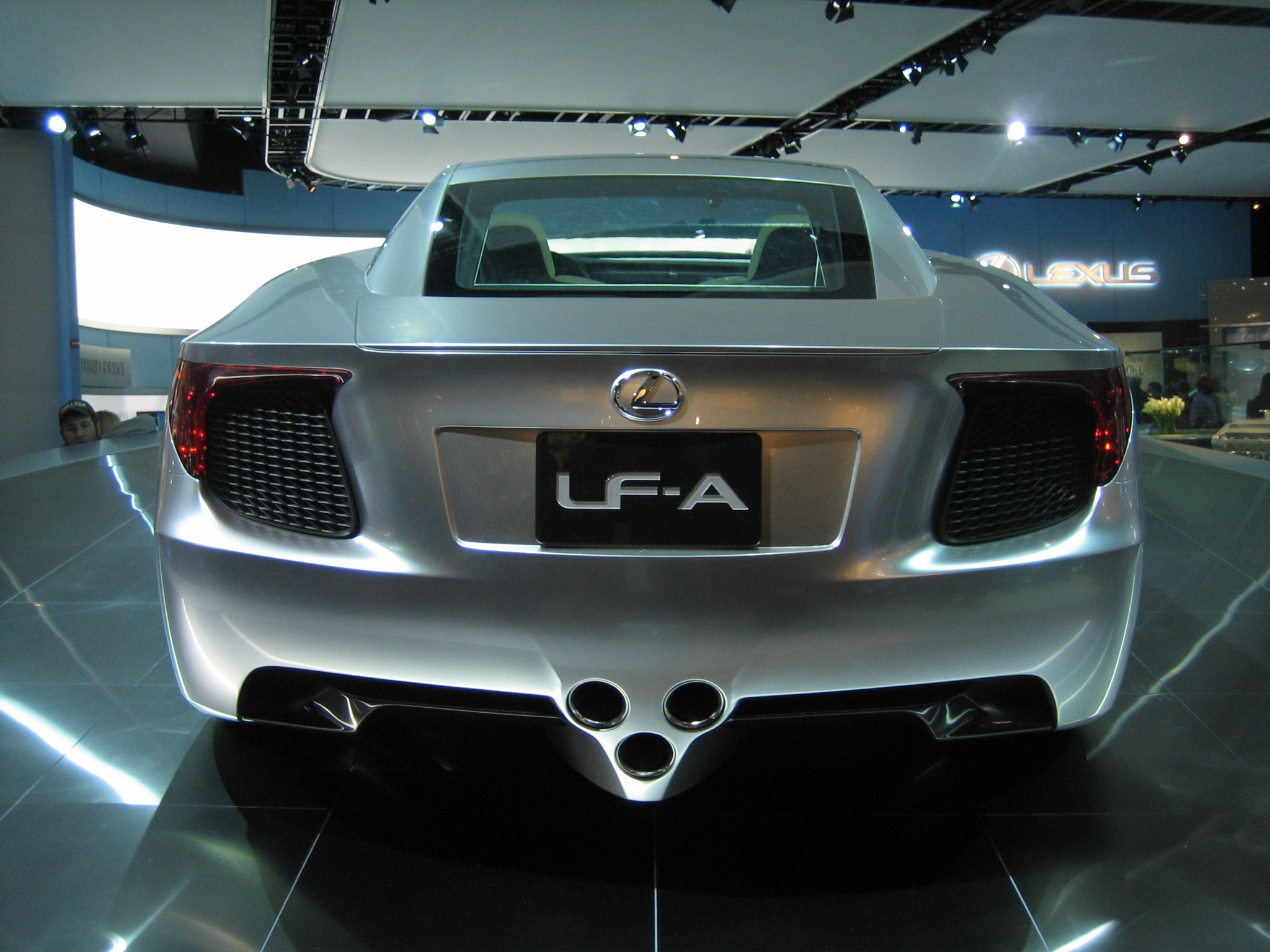
LF-A 2007（リア）
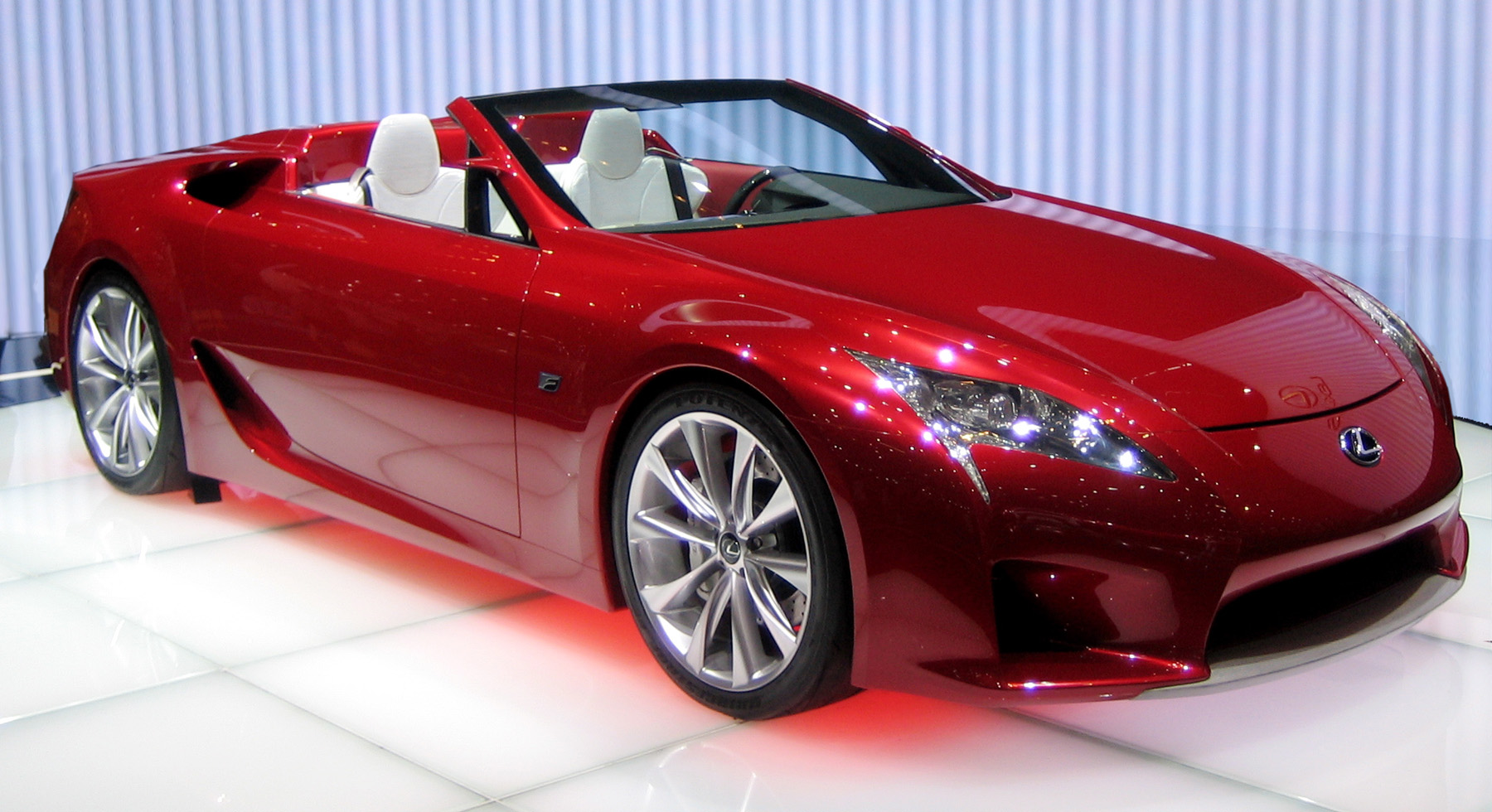
LF-A ロードスター（フロント）
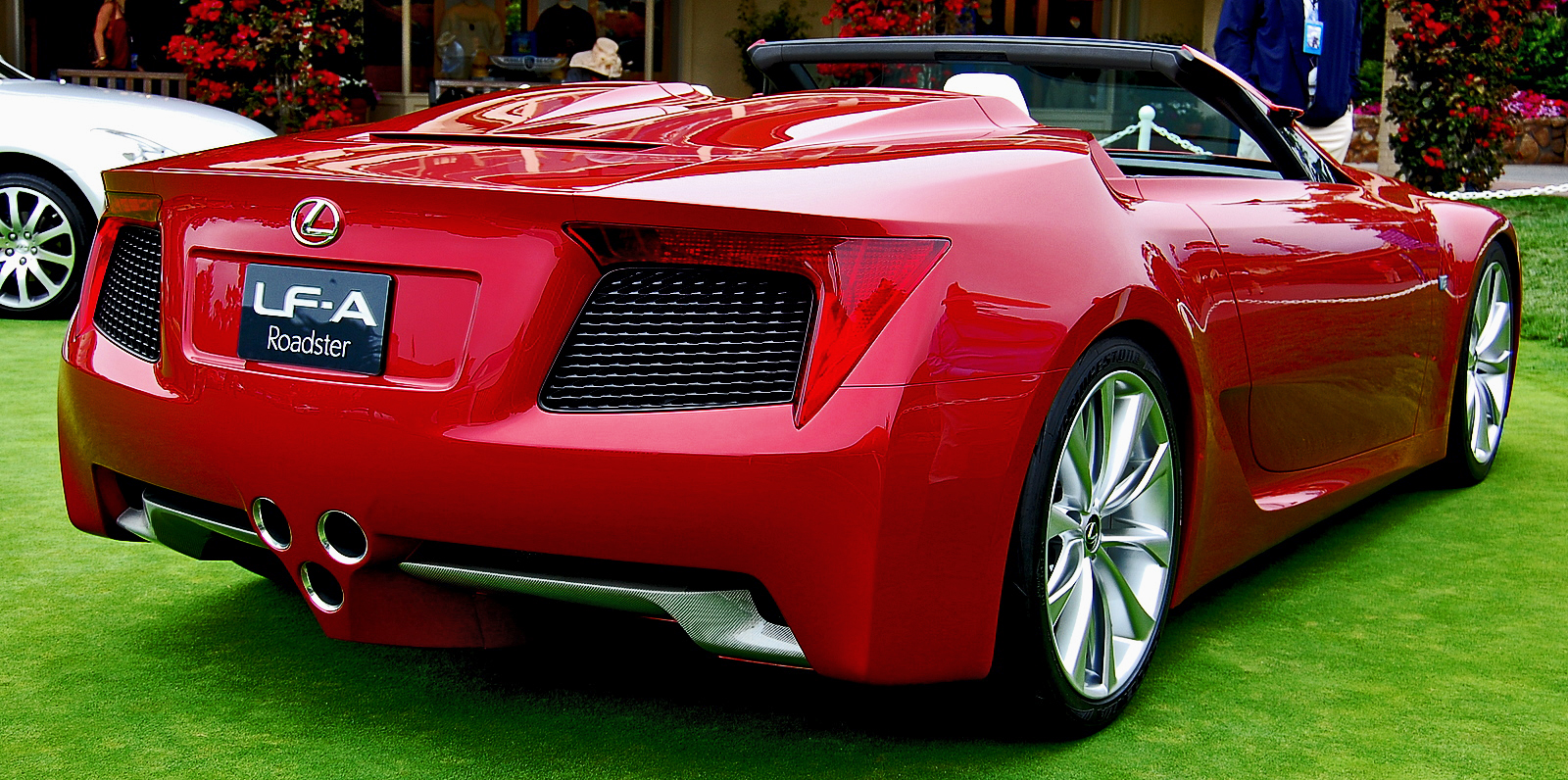
LF-A ロードスター（リア）

### 正式発表
2009年10月21日、日本にて開催された第41回東京モーターショーの開幕初日にて、市販仕様車が世界初公開された。正式な車名はこれまでのコンセプトカー「LF-A（Lexus Future Advance）」に敬意を払ってハイフンを除いた「LFA」と命名されたが、後に「F」シリーズの本格展開によって同車が「F」シリーズの頂点とシンボルであることをアピールするため、正式な車名を「Lexus F Sports Apex（LFA）」（意味）レクサス Fスポーツの頂点）として改称している。0-100km/h加速は3.7秒、最高速度は325km/h以上。
世界56か国で500台の限定販売となり、日本国内割り当て分は当初165台の予定であったが、最終的には約200台が販売された。販売価格は日本円で3,750万円で、これは日本車の量産モデルとしては従前のレクサス・LS600hL（リアセパレートシート仕様で1,510万円）を大きく上回る過去最高額の自動車となった。限定販売のため通常のレクサス車とは販売方式が異なり、発表当日より予約が募られ、2010年4月に抽選により購入者が決定された。当初は発表当日から翌2010年3月21日までの半年間に渡って予約を募る予定となっていたが、反響は予想を大きく上回り、日本市場では販売予定台数に対してその数倍となる予約が集まったため、当初の予定よりも2か月早い2010年1月13日をもって予約が締め切られた。また、同年1月中には購入希望台数が世界総計で500台を超えたが、日本国外においては3月半ばまで予約が受け付けられた。12月より市販車の生産が開始され、順次納車された。

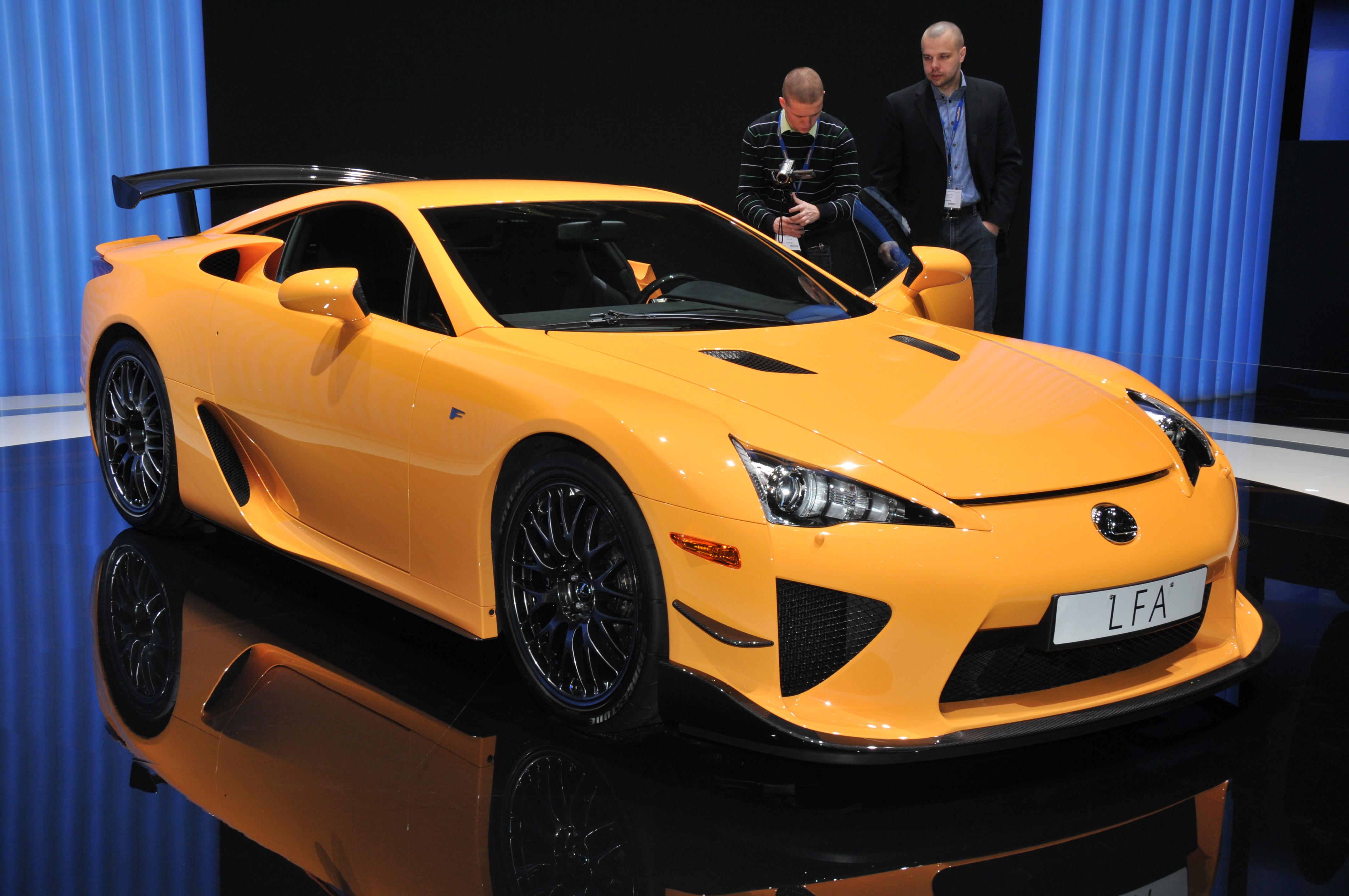
2011年ジュネーブモーターショーに出展されたニュルブルクリンクパッケージ

全500台のうち約50台は、サーキットでの走行を重視した高性能仕様「ニュルブルクリンクパッケージ」として、2012年初頭より生産された。生産開始が遅れたのは、期限ぎりぎりまで開発およびテストを継続したためであり、その成果は2011年8月末、ニュルブルクリンク（北コース）での確認走行において、飯田章のドライブにより、量産車メーカーの市販FR車としては当時世界最速の7分14秒64の記録として結実した。タイヤは標準仕様車とサイズは共通であるが、グリップ力を一層高めた専用設計のブリヂストン製POTENZA RE070を装着する。
2012年12月17日、当初の予定500台の生産が12月14日で完了したと発表された。
なお、正式生産開始より前に製作されたいわゆる号試（生産試作）車両のうち27台が、イベント用としてライセンス（いわゆる車検）を取得した公道走行可能な状態で日本国内外のトヨタ自動車の拠点で保管されている。シリアルナンバーの頭に号試車両を表す「P」が付いているのが特徴であるが、外観上は左右フロントフェンダーに装着されている「F」エンブレムの色がくすんだゴールドにされているのが容易な識別点である。
またこれ以外に、ライセンスが取得されていない、展示専用車両も数台存在する。2013年4月時点では、トヨタ会館展示のイエロー、トヨタ博物館展示のホワイトまたはパールブルー、レクサスギャラリー高輪展示のブラック、ヤマハ・コミュニケーションプラザ展示のホワイト、トヨタテクノクラフト所有（常設展示なし、「TRD試験車両」と公称）のマットブラックが知られている。これらは号試よりさらに古い試作段階の個体をアップデートしたものであり、車室内のシリアルナンバープレートが付いていない他、「F」エンブレムが通常のチタンシルバー品である場合もある。

## メカニズム

### パッケージング
エンジンのレイアウトの決定は開発過程の最初に行われ、リアミッドシップエンジンとフロントミッドシップエンジンの2方式が検討された。リアミッドシップエンジンの場合、トラクションの確保という点においては有利だが、旋回時、タイヤのグリップが限界を超えた時点での車両制御が難しく、いたずらに電子デバイスに頼ることもしたくないという考えから、フロントミッドシップ方式の採用が決定された。
リアミッドシップを超える運動性能と高い操縦安定性を両立させるべく、重量物となるエンジンを始めとしたすべてのパーツを車両の中央部分に寄せることを目標にパッケージングされた。まずエンジンとトランスミッションを切り離し、エンジンは前輪よりも後方に搭載し、トランスミッションとデファレンシャルギアを一体化したトランスアクスルを後輪の直前に搭載するレイアウトが採用された。そしてラジエーターおよびファンもリアタイヤの後方に左右1基ずつ配置され、トランスアクスル用オイルクーラーASSYを右後輪前部に、フロントウインドウウォッシャータンクを左後輪前部に、バッテリーを車両後方に搭載した。これらにより前後重量配分は48:52と、FRとしてはやや後方寄りとなっている。
低重心設計も徹底された結果、2名乗車状態での重心高さは508mmと、通常のフロントエンジン車をはるかにしのぎ、リアミッドシップに匹敵する低さとなっている。
また、乗車人数による慣性モーメントの変化を少なくし、ドライブフィールを向上するため、シートは車両の重心付近となるホイールベース中間位置に左右の座席の距離を720mmまで縮めて配置されている。左右座席間の距離を縮めるためにはセンタートンネルの幅を縮める必要があり、そのためにもトランスアクスルレイアウトが採られ、加えて排気管の上にトルクチューブが配される2階建て構造が採用された。このトルクチューブは部位によって厚みが変化しており（構造の最適化）、無垢の鋼管から切削加工で製造されている。自動車部品としては前例のない工法であり、航空機の降着装置製造に長けた工場に依頼して実現した。
また、軽量化と剛性確保の両立を図るため、ボディの65%をトヨタテクノクラフトと共同開発したCFRP製とし、35%をアルミ合金製としたことで、車両重量は1,480kg に抑えられている。
なお、このCFRPボディはトヨタ自動車元町工場内のLFA工房で製造される。カーボン素材についてはブレーキディスクローターやルーフ、車体下部にも採用されている。
カーボン素材を多用することから、元町工場には自動車のボディサイズのドライカーボンを加熱できる大型のオートクレーブやカーボン繊維に対応した3次元編機が導入され、LFA工房内はクリーンルーム化されている。
なお、カーボン素地むき出し（クリア塗装）仕様は、耐久性などを理由に基本的にはオーダーを受け付けていない。

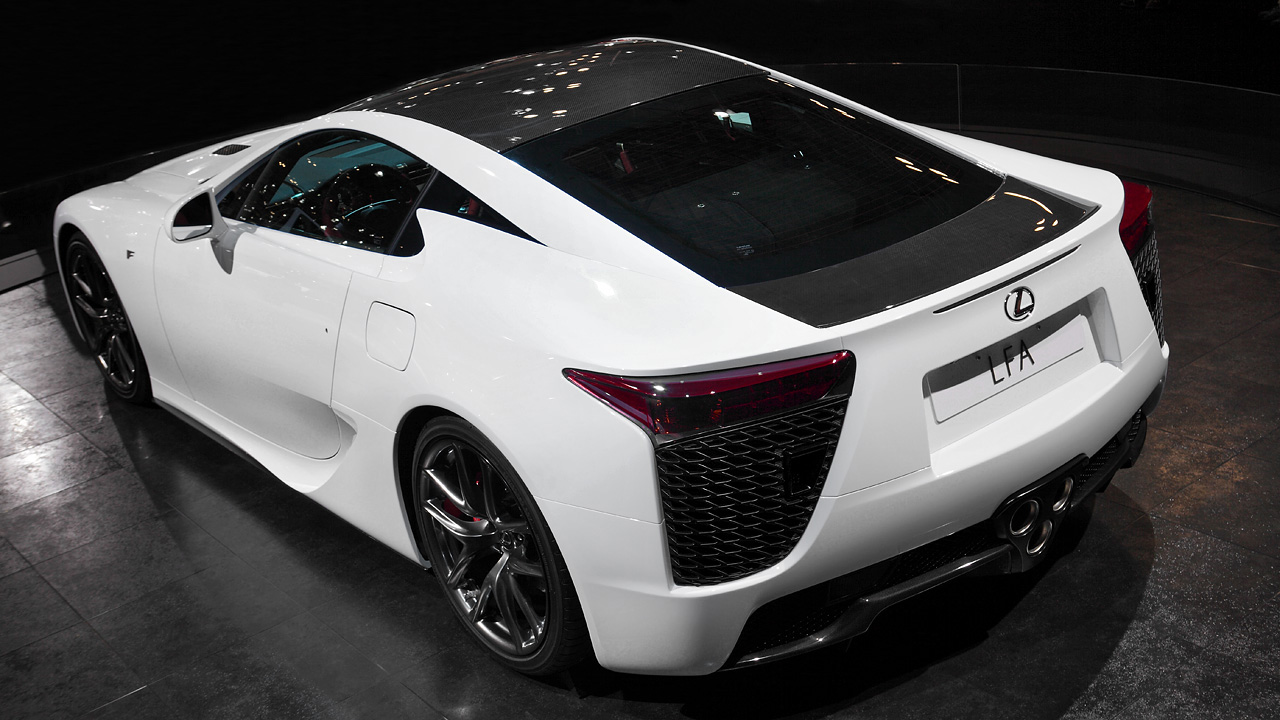
カーボンルーフとラジエター
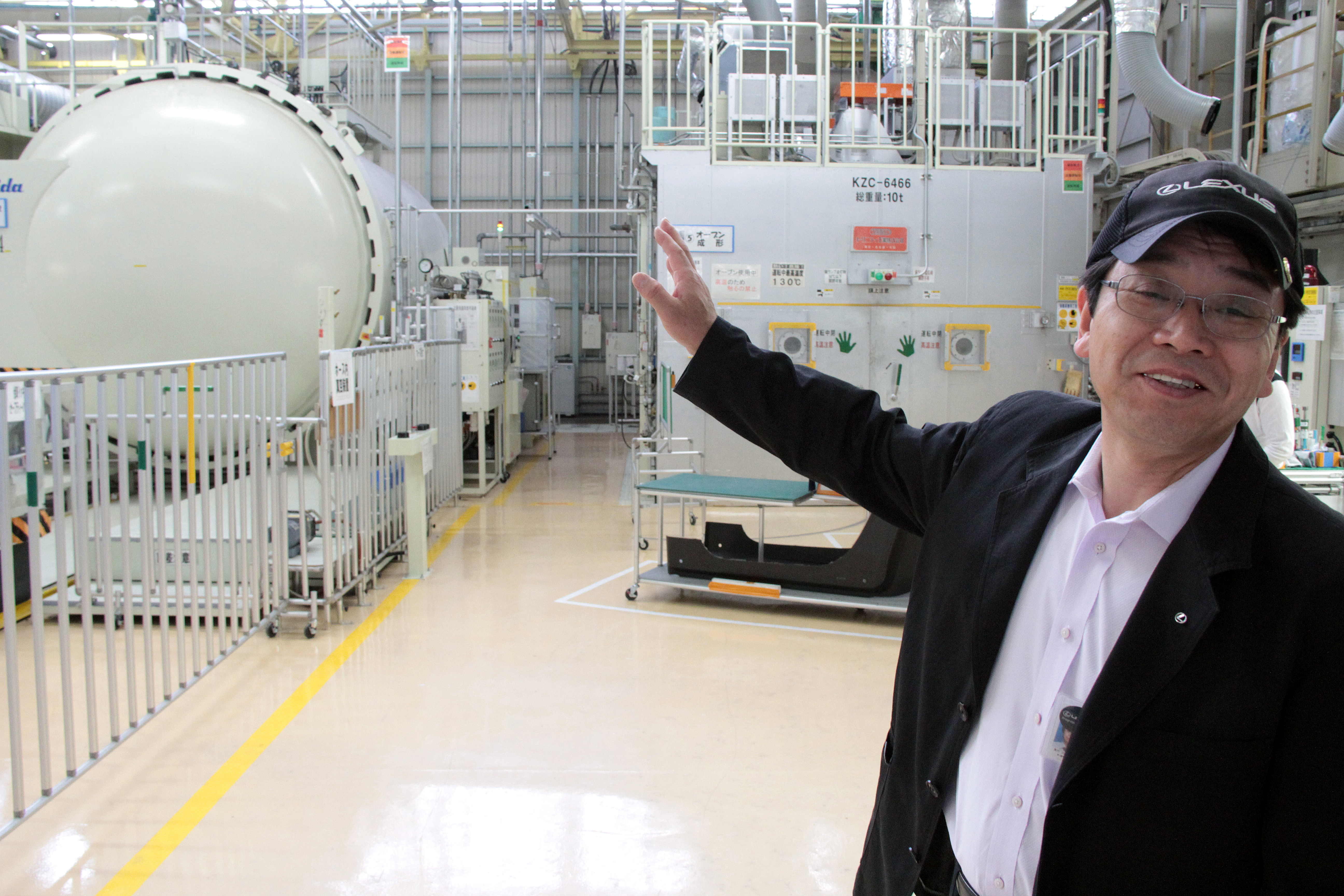
見学者にオートクレーブを紹介する棚橋晴彦（元町工場）
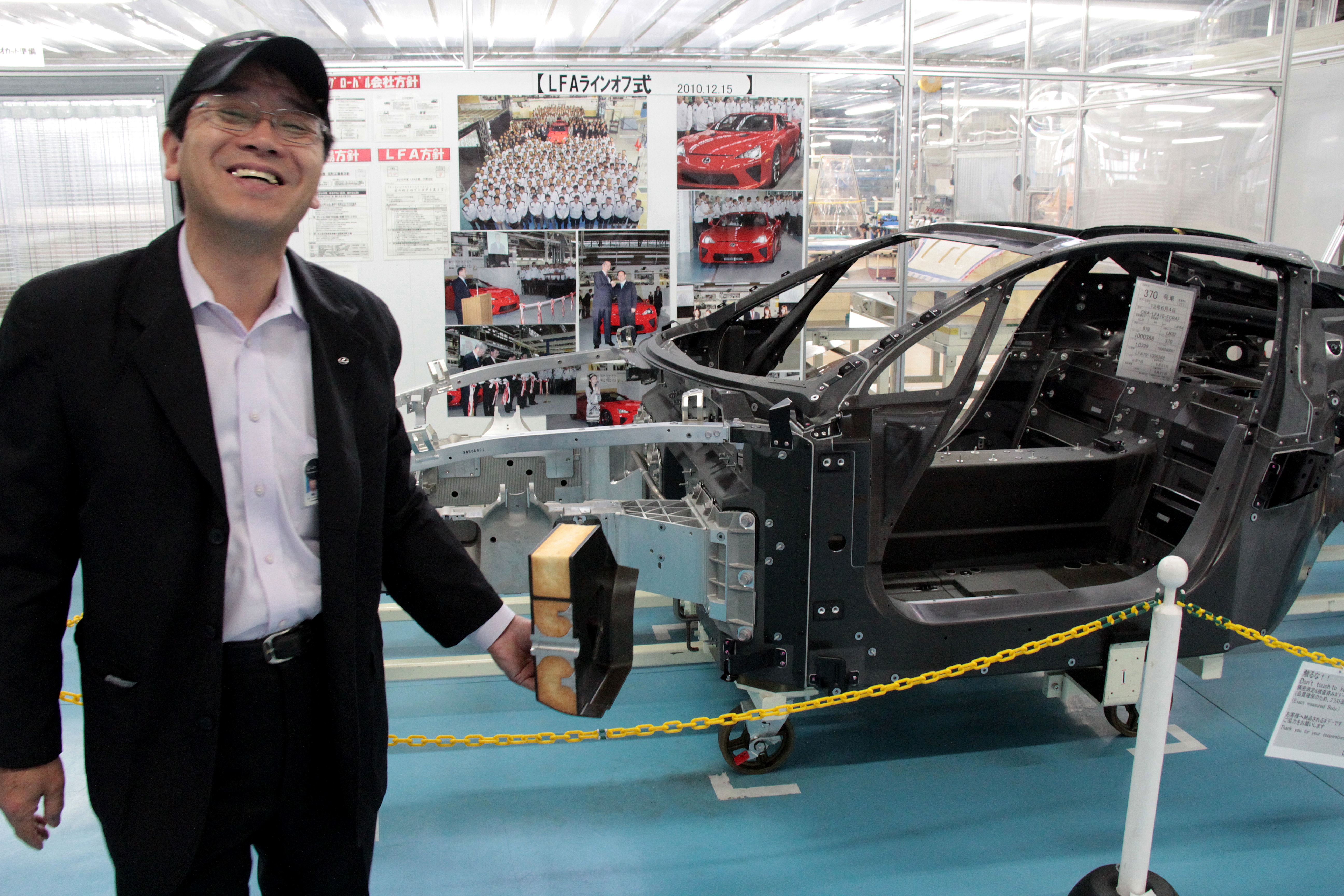
見学者にCFRPボディのカットモデルを解説する棚橋晴彦。後ろに置かれているのは製造途中の370号車（元町工場）

### パワートレイン
エンジンには、最高出力412kW（560PS/552bhp）、最大トルク480N·m（48.9kgf·m）を発揮する専用開発のヤマハ発動機製V型10気筒4.8L1LR-GUE型が搭載され、トランスミッションにはアイシンAI（現・アイシン）製のRB60M型（アイシン社内名: SA6型）6速オートメーテッドシーケンシャルギアボックス（ASG：Automated Sequential Gearbox）が組み合わせられる。変速はパドルシフトにより行われ、変速スピードは「シフトタイムスイッチ」により、0.2秒から1.0秒までの7段階に変更することができる。各ギアボックスの潤滑と冷却は、フロントカウンターギアはエンジンオイルを共用し、リアトランスアクスルは専用の電動オイルポンプを持ち、右リアフェンダー内のオイルクーラーとの間を循環させる。
同年代に開発された他メーカーのスーパーカー（フェラーリ・458イタリアなど）で採用例のあるデュアルクラッチトランスミッション（DCT）については、レイアウト上搭載が難しいこと、また湿式多板クラッチを用いるDCTではダイレクトな変速フィールを実現できないなどの理由により採用が見送られ、対応トルクの割りに小径（Φ240）で軽量な乾式単板クラッチを採用するASGが採用された。また、ギアセットの数で変速段数が決まるMTをベースとするASGは（レクサス・IS Fなどに搭載されるトルクコンバータ式AT＝プラネタリーギアの制御で各段のステップ動作を行う8速ではなく）、空間的な制約から一般的な6速となっている。これについて、福野礼一郎は設計開始時点（2000年代初頭）が古く、その当時はDCTの潜在能力が未知数だったことを指摘している（DCTの市販車への実用化は2003年、フォルクスワーゲンによる）。「ニュルブルクリンクパッケージ」では変速スピードが最速0.15秒まで早められている。
エンジン出力は、クラッチ→フロントカウンタギア→トルクチューブ内のプロペラシャフト→リアトランスアクスル（ASGおよびリアデフ）へと伝達される。カウンタギアにより入力軸から上へ85mmオフセットする形でトルクチューブ内のプロペラシャフトに出力され、これによりエンジンの低配置化とトルクチューブ下の排気管スペースが確保された。トルクチューブでエンジンとトランスアクスルが剛結されているため、ドライブトレイン全体の剛性は高い。デファレンシャルギアアセンブリにはトルセンLSDを内蔵しトラクション性能を向上させている。エンジン音のチューニングにはヤマハが参画し、サージタンクを音の放射体として利用しているほか、ダッシュボードの形状や材質を吟味することで、雑味のない倍音がドライバーの耳に届く設計がなされている。マフラーサウンドのチューニングはトヨタ車の多くのマフラーを手掛けてきた三五が行った。そのクリアなサウンドは“天使の咆哮”と形容される。軽量化し、運動性能に重きを置いているため、他のレクサス車のような静粛性はない。
なお、ニュルブルクリンク24時間レース参戦車両と同一のギヤ比のトランスミッション（通常品より2 - 6速が若干ローギヤード）車両も少量存在するが、入手はきわめて困難であった。
電子デバイスとしては、横滑り防止装置（VSC）、アンチロックブレーキシステム（ABS）、電子制御ブレーキシステム（EBD）、トラクションコントロールシステム（TRC）などを統合制御する「スポーツモード付車両姿勢安定制御システム」（VDIM）が搭載され、“オート”、“ノーマル”、“スポーツ”、“ウェット”の4つの走行モードをドライバーが選択することができる。

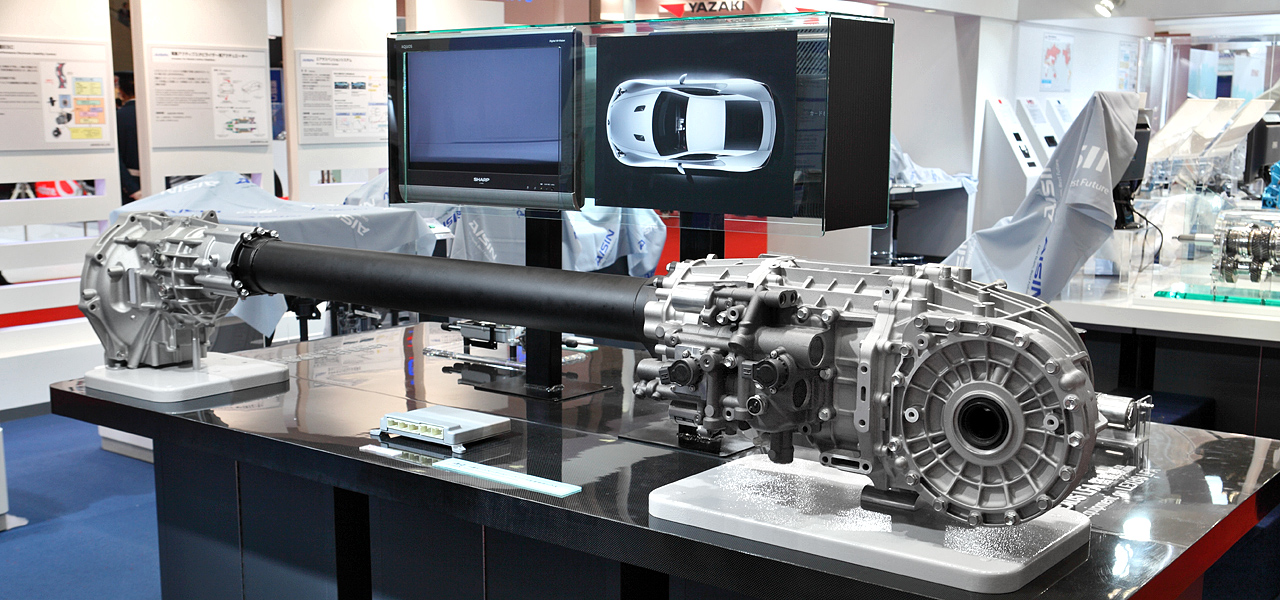
ドライブトレイン
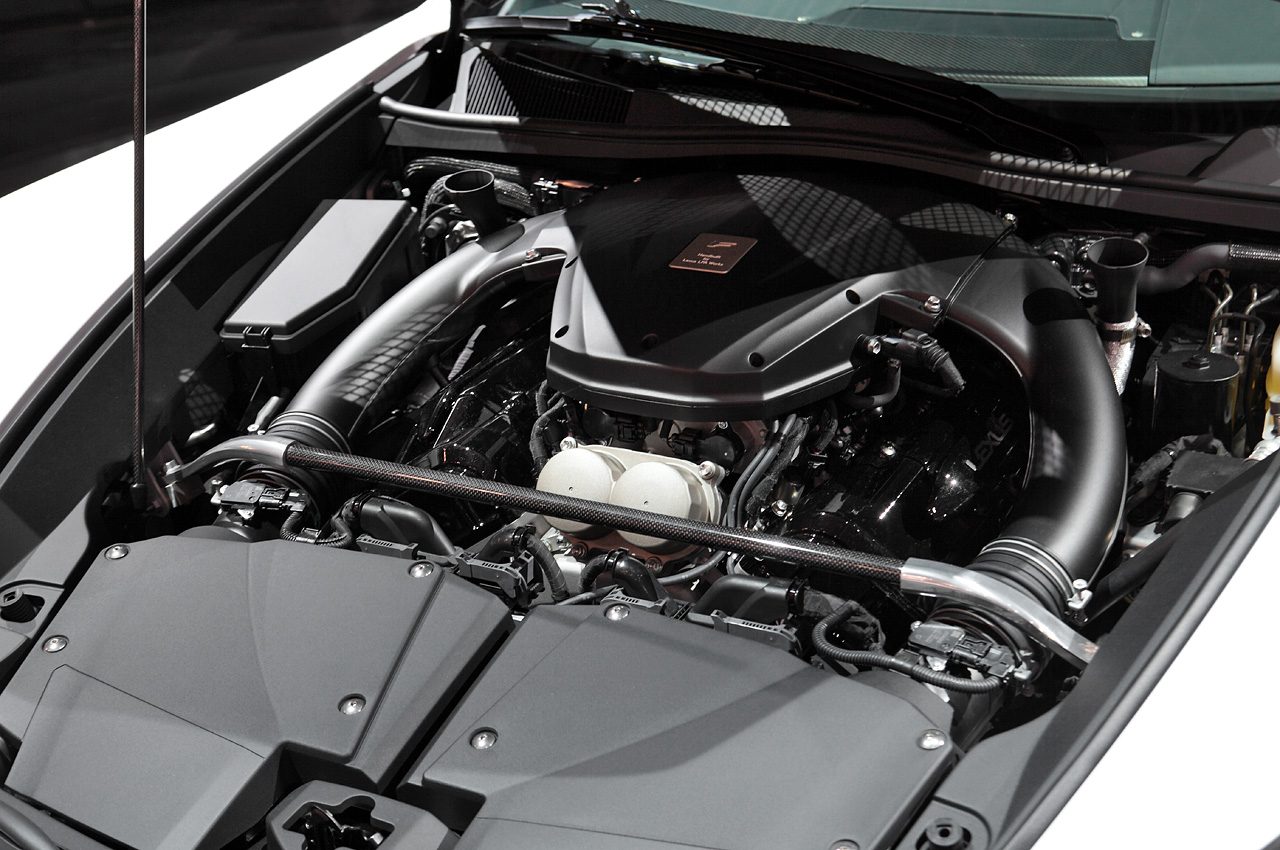
エンジンルーム
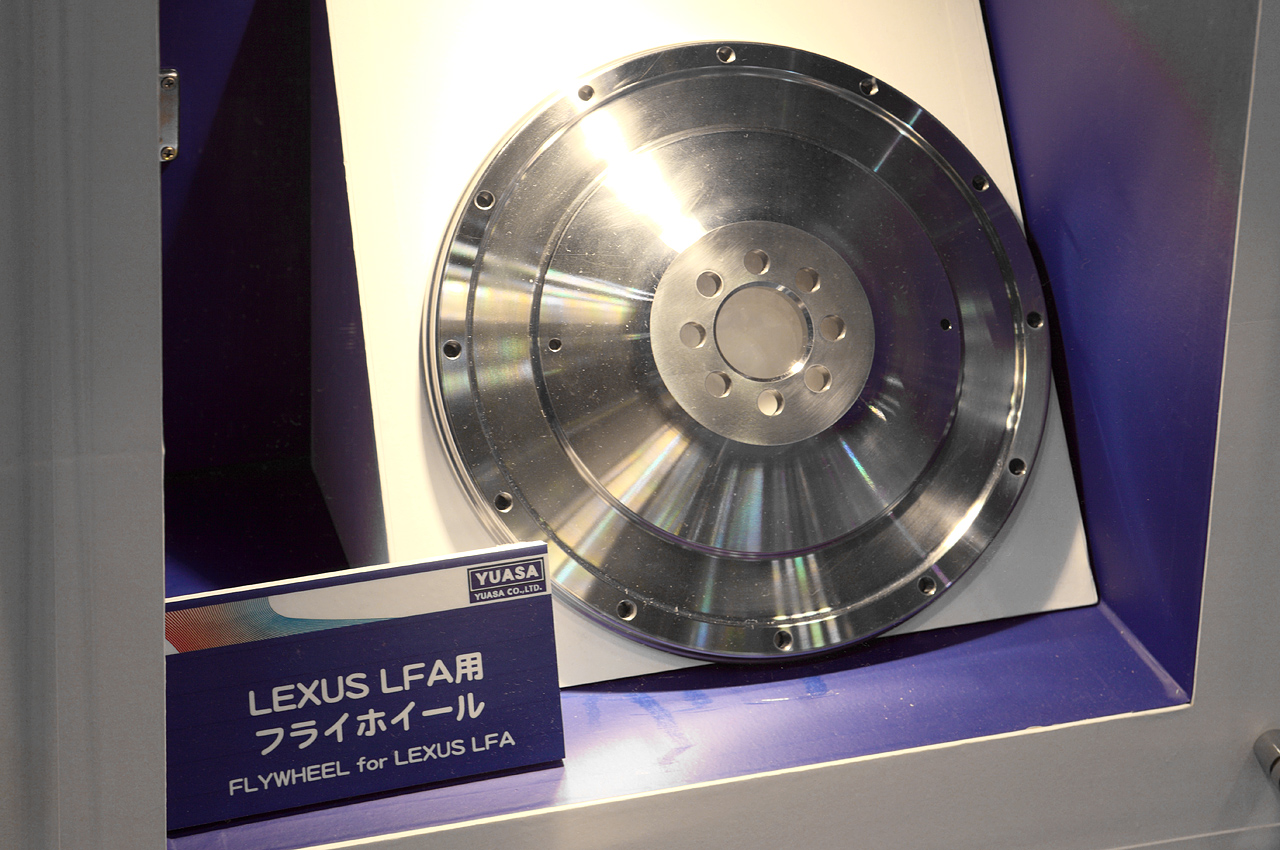
フライホイール
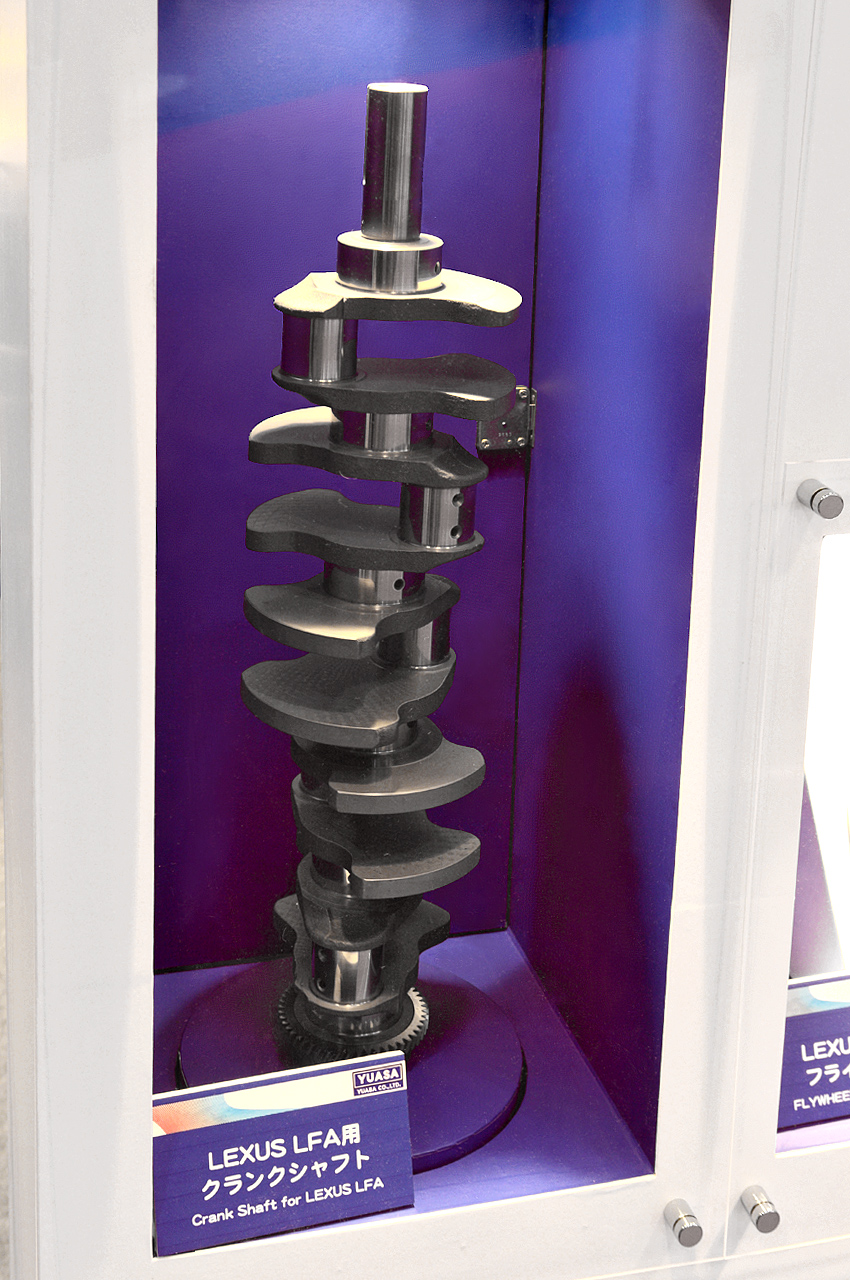
クランクシャフト

### シャシ
軽量化と高剛性の両立を追求し、カーボンモノコックシャシを採用している。これもトヨタ自動車元町工場「LFA工房」での製作となる。レーシングカー的構造や製造方法の単なる踏襲ではなく、将来的な量産車への適用を見越した様々な生産新技術が試されている。
サスペンション形式は、フロント:ロワアーム分割型 ダブルウィッシュボーン式、リア:5リンク式 マルチリンク式である。低重心化のため、最低地上高は115mmとなっているが、それを維持するために専用開発のカヤバ工業（現・KYB）製車高調整ショックアブソーバーが採用された。圧力室を別タンクとすることで、単筒式でありながら短い全長の割に有効ストロークは140mmと長い。
ブレーキにはカーボンセラミックディスクブレーキが採用され、フロント対向異径6ピストン、リア対向異径4ピストンのアルミモノブロックキャリパーが採用された。また、キャリパーは重量配分の最適化のために前後共車両中央側に配置されている。ブレーキの冷却については、フロントバンパーに設置されたダクトとアンダーカバー下から冷却風を取り入れている。
タイヤにはブリヂストン製POTENZA S001が採用され、サイズはフロント: 265/35ZR20（95Y）、リア: 305/30ZR20（99Y）となった。ホイールにはBBS製の20インチ鍛造アルミホイール（フロント: 20×9 1/2J、リア: 20×11 1/2J）が採用された。なお、スペアタイヤおよび車載ジャッキは搭載されていない。

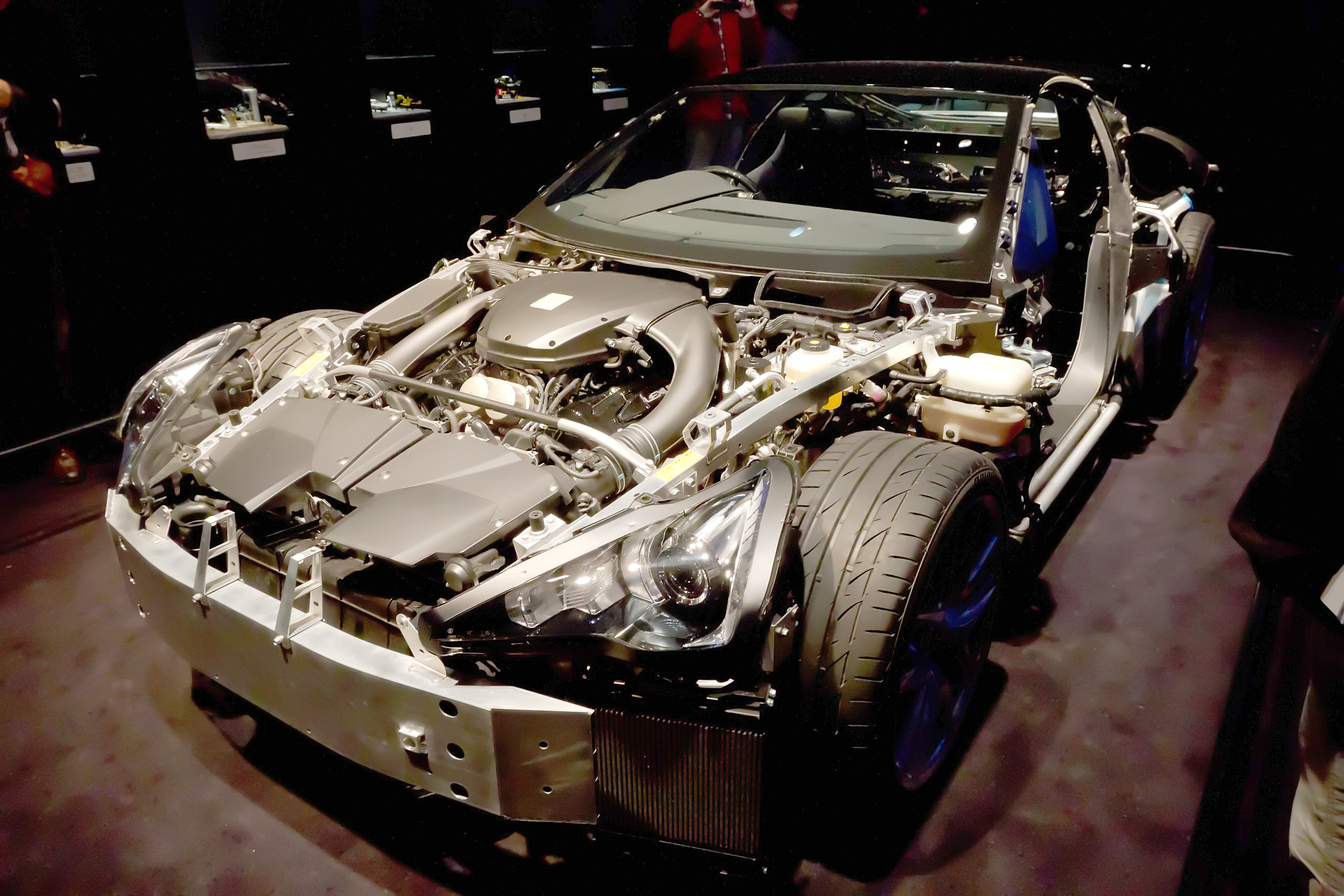
シャシ

### 空力性能
空力性能向上のため、設計時には数値流体力学と風洞実験を駆使し、エクステリアデザインやエアロパーツの設計がなされた。床下部は可能な限り平坦になるよう設計されており、車両後端部の車両底面はダウンフォースを発生させるためにディフューザー形状とされた。
リアスポイラーには車速に応じて上下に可動する格納式の「アクティブリアウイング」が採用され、上昇時のCL値-0.16、格納時のCd値は0.31となる。なお、ウイングが出た状態でのCd値は公表されていないが、ドイツSport Auto誌の風洞計測によれば格納時0.36、上昇時0.39であった。
なお、2012年に生産された「ニュルブルクリンクパッケージ」オプション装着車には、CFRP製の固定式大型リヤスポイラー、およびカナードを装着した専用フロントバンパーが採用された。

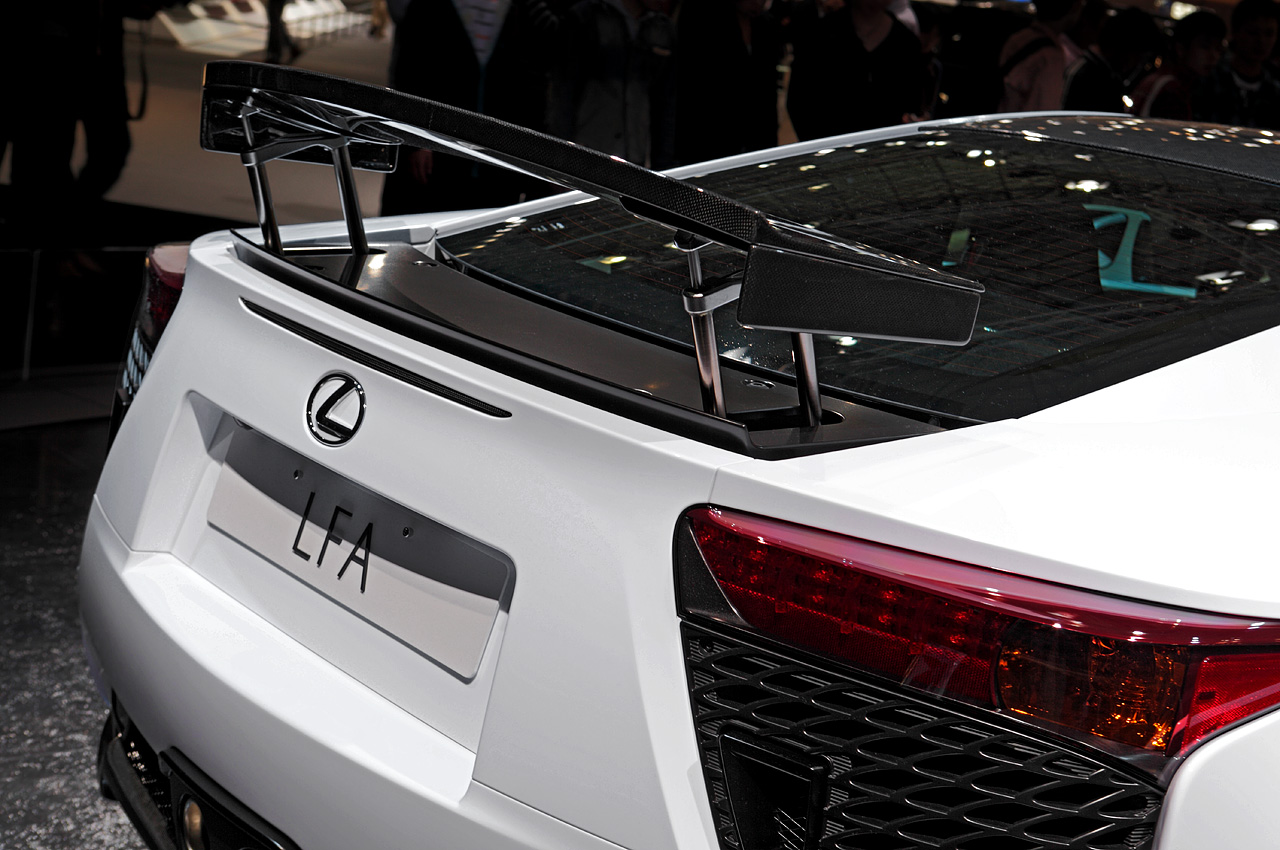
アクティブリアウイング（展張時）

### インテリア
インパネの各種計器表示には、TFT液晶ディスプレイ（LCD）を中央に配置したグラスコックピット「コンビネーションメーター」を採用し、スピードメーター・タコメーター・ギア段表示・タイヤ空気圧警報などの情報をLCD画面上に統合表示する。
また、インパネ中央には7インチ高精細LCDのマルチディスプレイを装備し、カーナビゲーションほかエアコン、オーディオを画面上で操作できるほか、レクサスでは「RX（3代目モデル）」から採用されている「リモートタッチ」を搭載し、パソコンのマウスのような感覚で手元で操作することができる。
その他、12スピーカー+12chアンプの「マークレビンソン・プレミアムサラウンドシステム」（DVD再生、Bluetooth・USB・AUX外部入力、HDDサウンドライブラリ機能付）や左右独立温度調整式エアコン、シートヒーター付き8Wayパワーシートといった快適装備、計5個のエアバッグ（運転席・助手席デュアルステージエアバッグ、運転席ニーエアバッグ、運転席・助手席シートベルトエアバッグ）やバックモニターなどの安全装備が搭載されている。
最適なエンジン音を車内で響かせるためヤマハの音響技術を生かした設計が行われた。

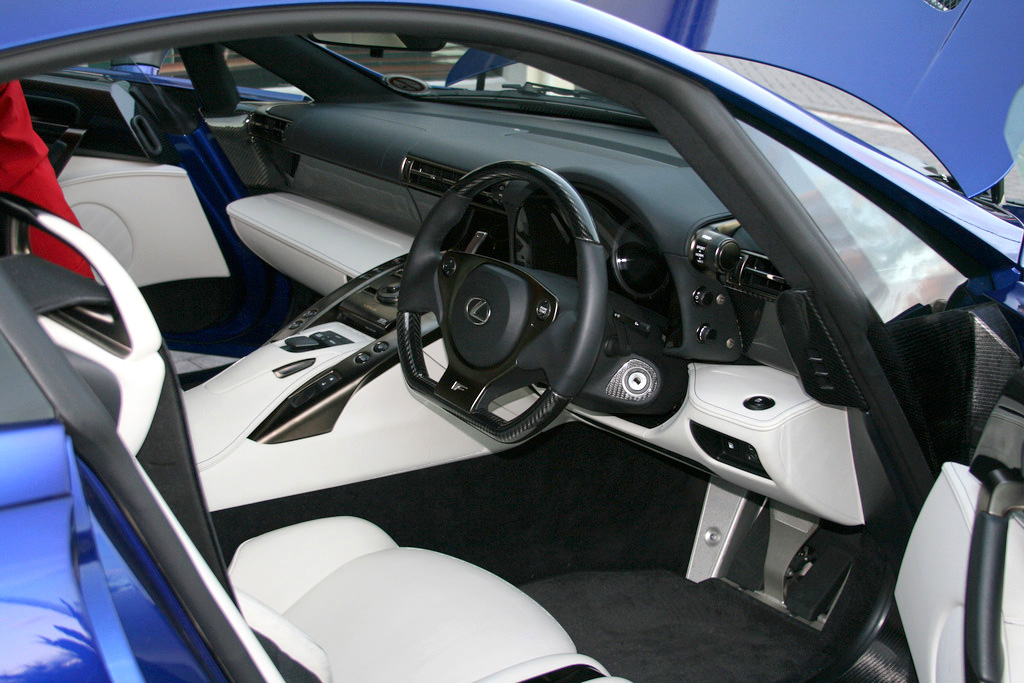
運転席
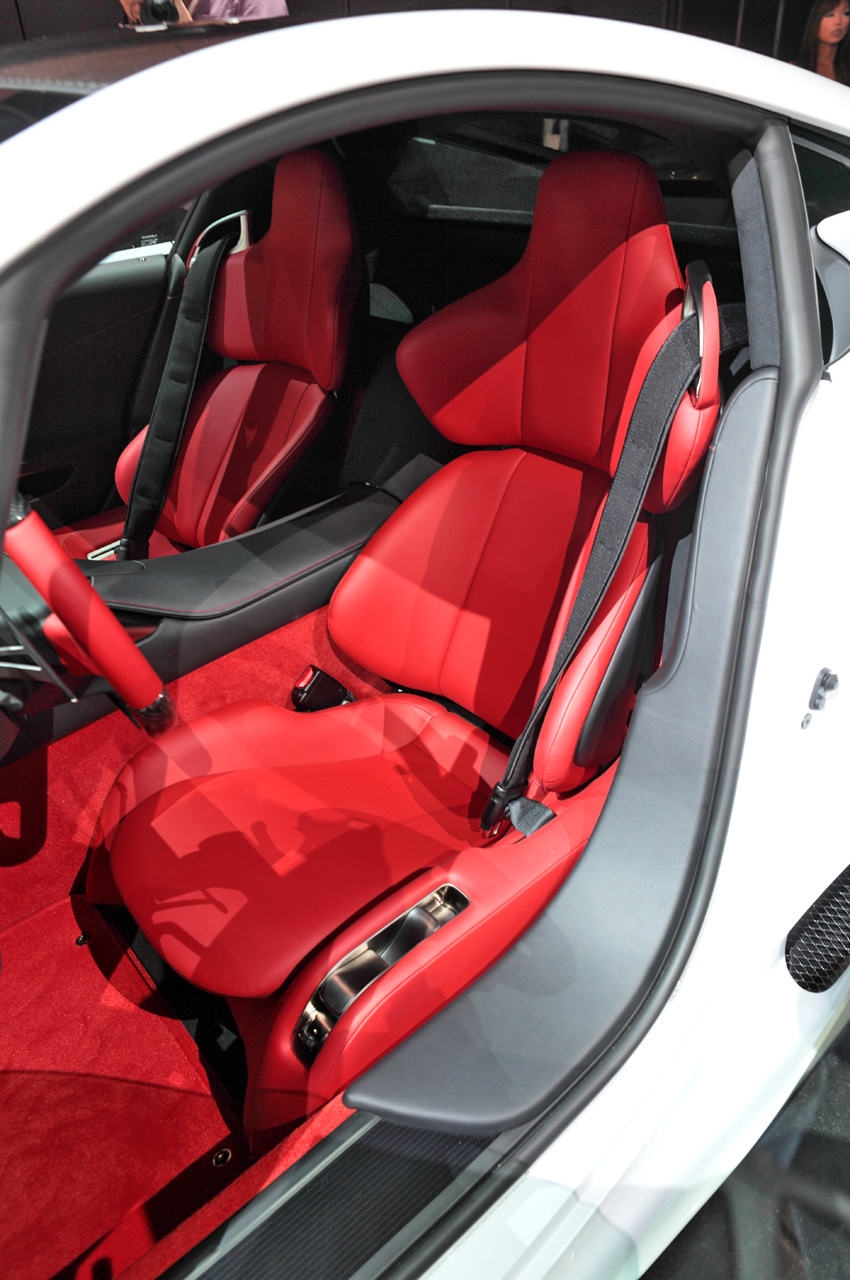
座席
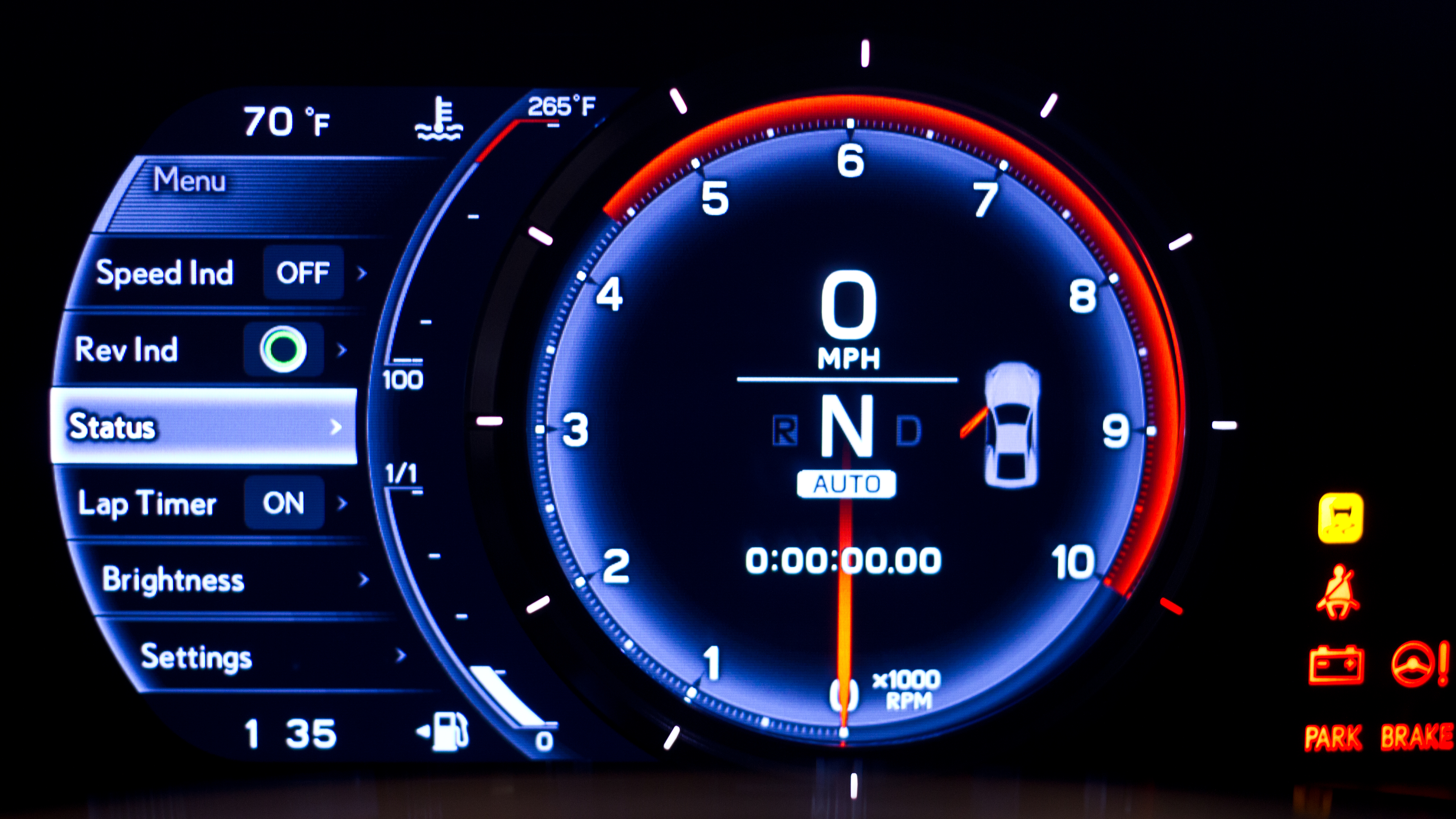
メーター表示（オートモード）
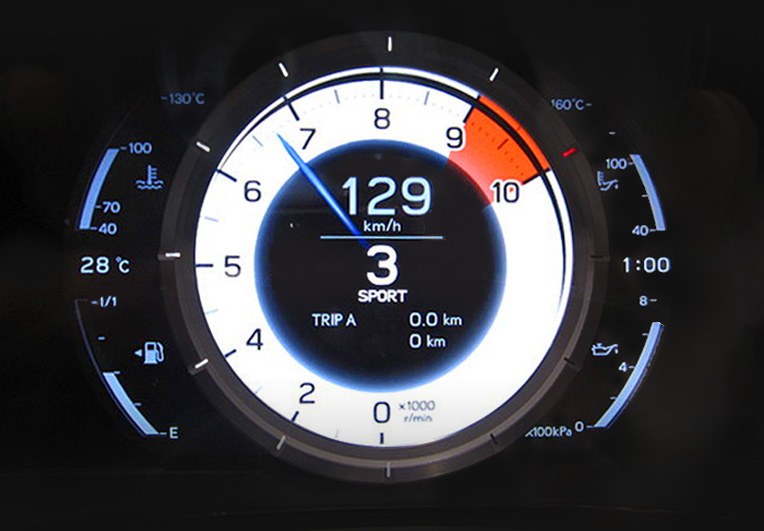
メーター表示（スポーツモード）
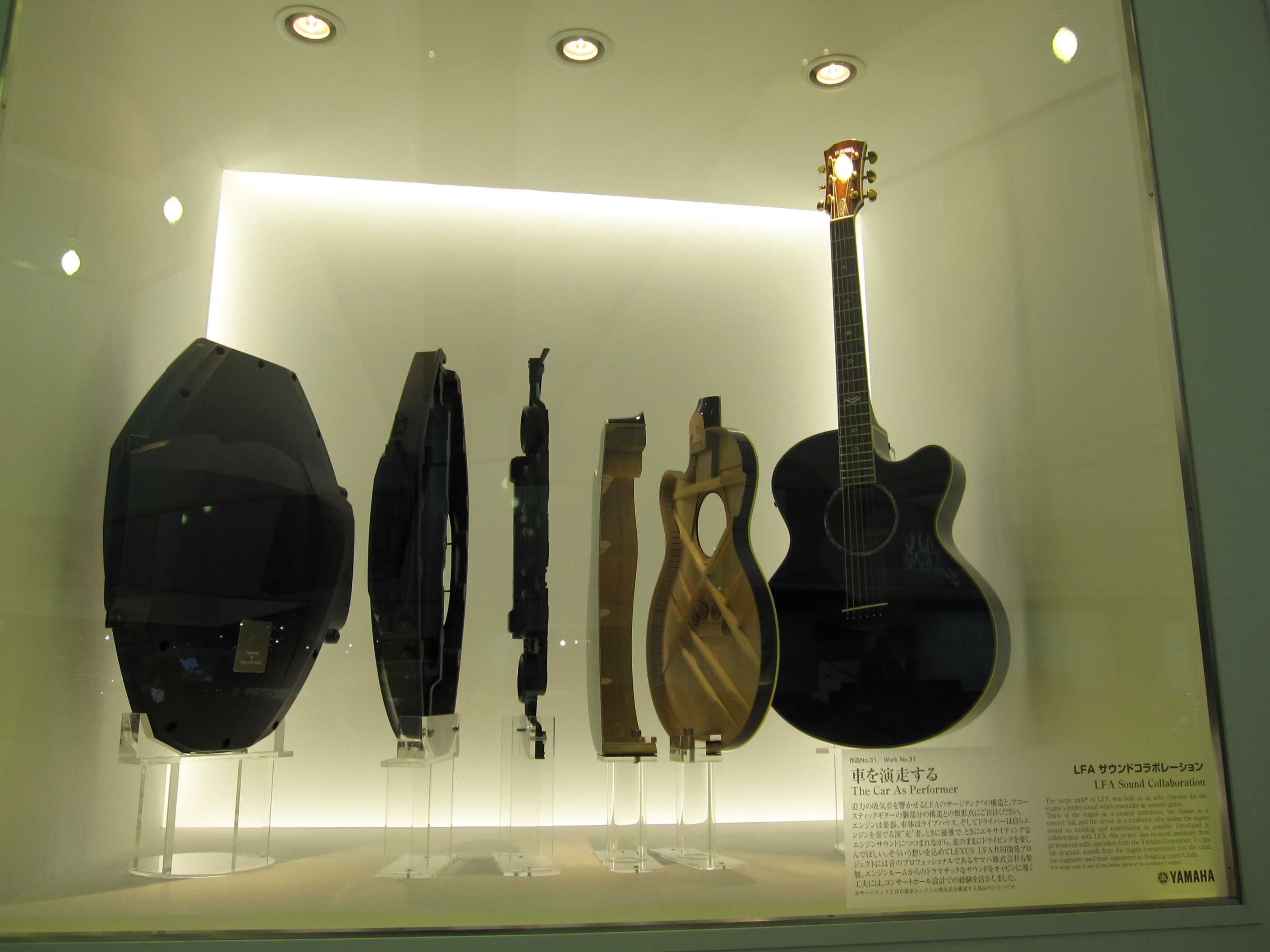
ヤマハの音響技術が生かされていることを解説する展示

## モータースポーツ

### ニュルブルクリンク24時間レース

#### 2008年
2008年には、コンセプトカー段階のLF-Aの開発の一環として、1台がニュルブルクリンク24時間レースに参戦した。マシンはロールケージ・安全タンクなどのレース用装備を装着した以外はほぼ市販車同様のスペックとされている。ドライバーは中谷明彦、清水和夫、飯田章、木下隆之と日本人ドライバーで固められた。予選はSP8クラス5位（総合27位）と健闘したものの、決勝ではオイルクーラーからのオイル漏れ、後輪ハブボルトの破損などのトラブルが多発し、総合121位という成績に終わった。

#### 2009年

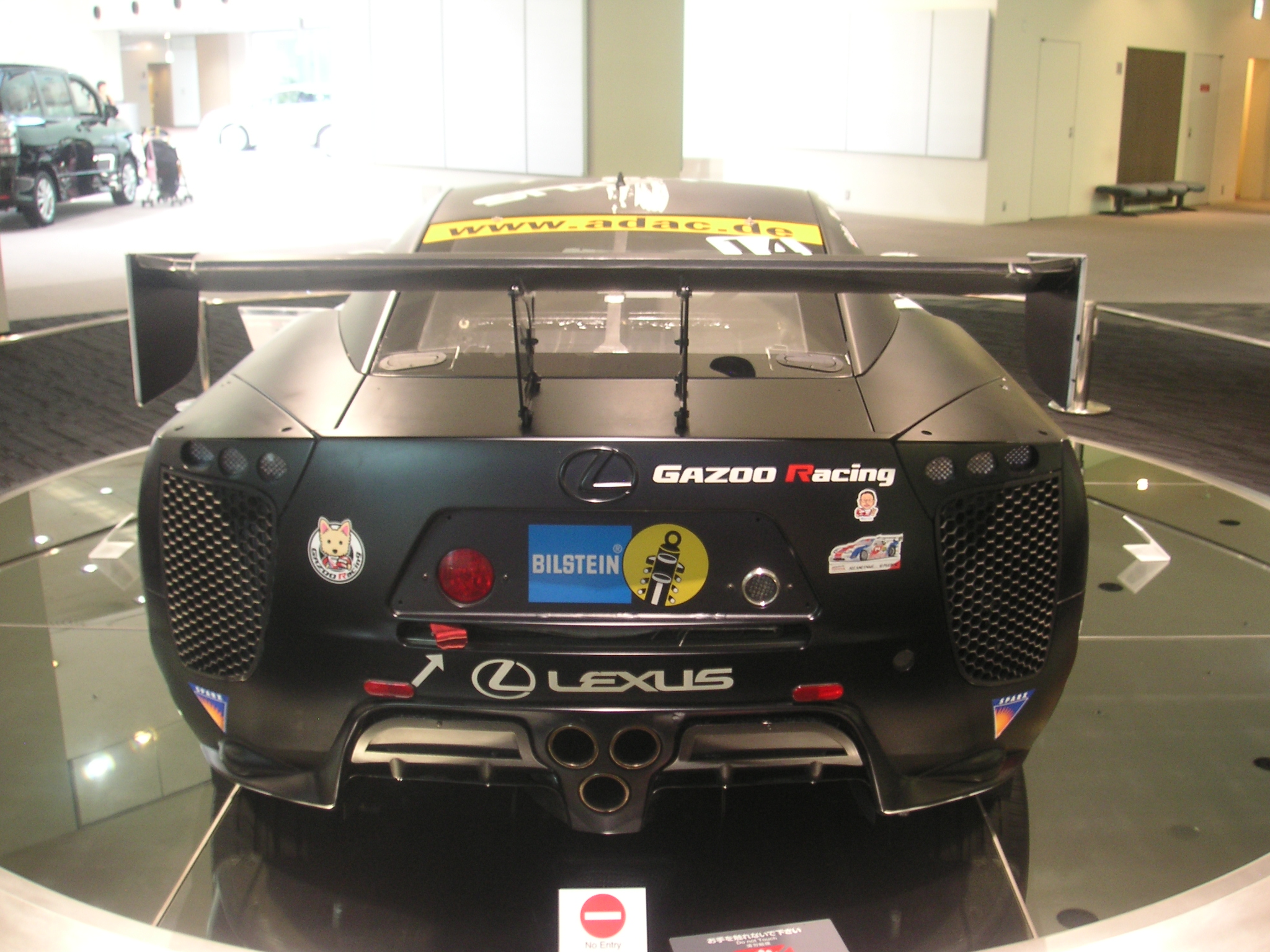
2009年モデル（リア）

2009年も同レースに参戦。マシンは2台体制で「新たにコースに合わせたチューニングの変更を施し、戦闘力アップを狙った」としている。プレスリリースではエンジン諸元の詳細が公開され、エンジン排気量が4,805ccであることが明らかとなった。ドライバーは1号車（No.15）が成瀬弘（トヨタ自動車・マスタードライバー）、アルミン・ハーネ、ヨッヘン・クランバッハ、アンドレ・ロッテラー。2号車（No.14）がモリゾウ（豊田章男）、ハビエル・キュロス、木下隆之、飯田章。
同年はニュル24時間に先立ち、4月4日に同所で行われたニュルブルクリンク4時間耐久レースに参戦し、飯田章/モリゾウ/ハビエル・キュロスのトリオでクラス優勝（総合39位）を飾るなど、事前テストを行った上での参戦だったが、最終的にNo.15はリタイア、No.14は総合87位という結果に終わった。

#### 2010年

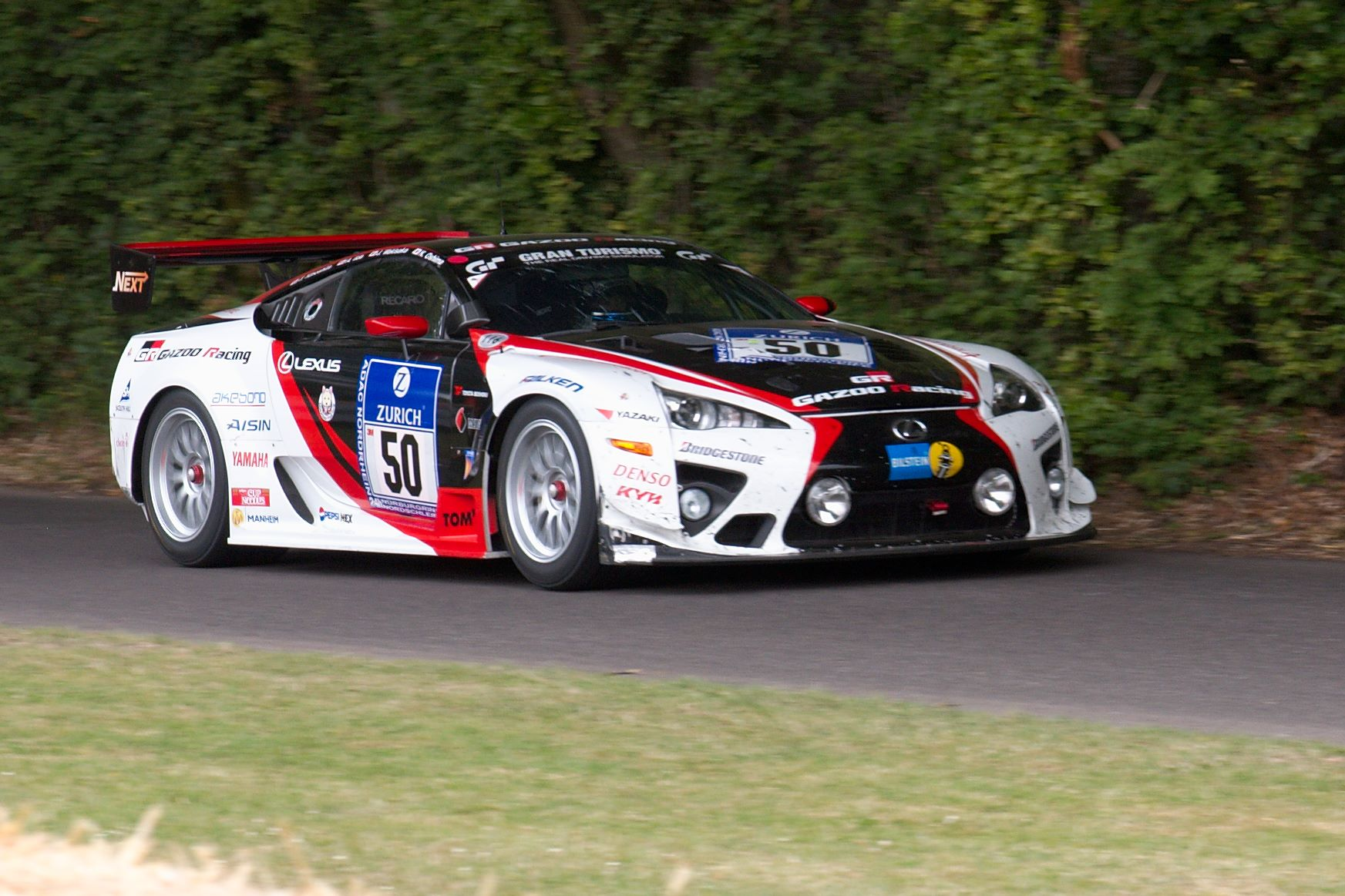
2010年モデル

2010年からは市販版をベースとした車両に変更し、車名も市販版と同じく「LFA」に改め、ニュルブルクリンク24時間耐久レースに2台体制で参戦。市販版車両をベースにエアロパーツが装着されたほか、足回りにチューニングが施され、ブレーキ、タイヤ・ホイールが変更されている。装着されるタイヤサイズは前後共LF-Aの305/30R20から330/40R18に変更された。ドライバーは50号車が木下隆之、飯田章、脇阪寿一、大嶋和也という日本人カルテット、51号車がアーミン・ハーネ、ヨッヘン・クルンバッハ、アンドレ・ロッテラーという前年の15号車トリオ。51号車は途中エンジンオイルに異物が混入しエンジン交換を行ったため規定周回数に達せず完走扱いにはならなかったが、50号車はSP8クラスのクラス優勝（総合18位）を果たした。

#### 2011年
88号車は飯田章/石浦宏明/大嶋和也のドライブでSP8クラス3位（総合41位）、87号車は木下/ロッテラー/脇阪で同クラス8位（総合134位）で完走した。

#### 2012年

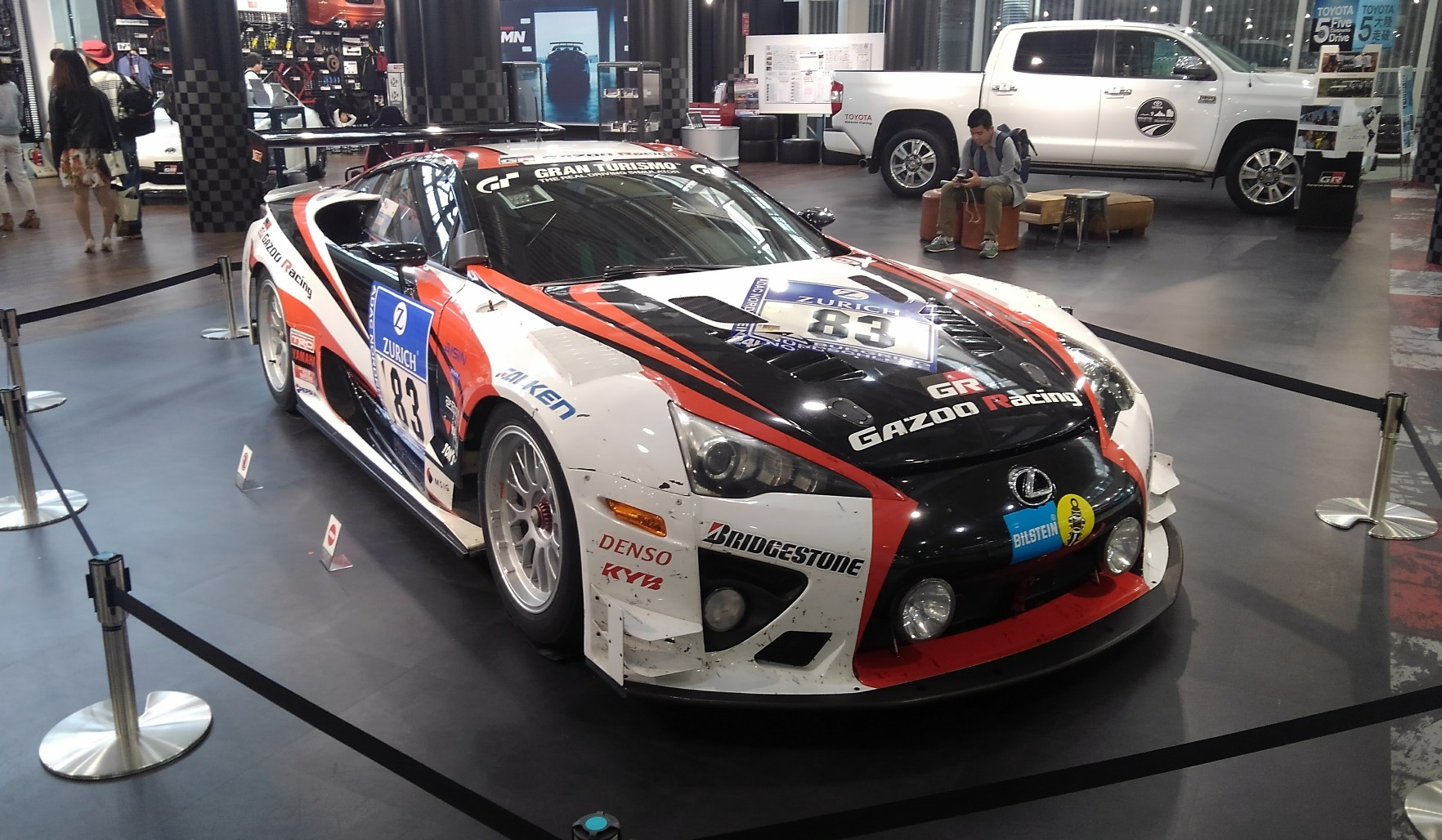
クラス優勝を果たした83号車

83号車が木下/脇阪/飯田組で参戦。SP8クラスで優勝（総合15位）を果たした。

#### 2013年
2013年は79号車の1台体制で、影山正彦/石浦宏明/大嶋和也/モリゾウにより参戦。SP8クラス2位（総合37位）で完走した。

#### 2014年
2014年は通常のLFAに加え、エンジン排気量を5.3Lに拡大・フルカーボンフレームを採用するなど大幅な改良を加えた「LEXUS LFA Code X」を投入する。ドライバーはLFA（48号車）が木下隆之/石浦宏明/大嶋和也、Code X（53号車）が飯田章/脇阪寿一/井口卓人と発表されていたが、レースウィークになって48号車のドライバーにモリゾウが追加された。最終的に48号車がSP8クラス優勝（総合13位）、53号車がSP-PROクラス優勝（総合11位）となり、SP3クラスを制した86と合わせて3クラス制覇を達成した。

#### 2015年
2015年は前年度に続き「LEXUS LFA Code X」を53号車として投入する。ドライバーは影山正彦/石浦宏明/大嶋和也/井口卓人。レース終盤にミッショントラブルのため6速を失うが、そのまま走行を続けフィニッシュし、SP-PROクラス優勝（総合14位）を果たした。

### D1グランプリ
2015年から2016年にかけて、大阪トヨペットグループを母体としたチームからD1グランプリに参戦した。ドライバーは同チーム所属の今村陽一。なおエンジンはオリジナルのV10ではなく、NASCAR用のV型8気筒に換装されている。エキシビジョンマッチで数回の走行があったが、高額な修理費用の問題もあり本戦へは一度も出場していない。

#### 2015年
第1戦お台場のエキシビジョンマッチでデビュー。初戦で唄和也の180SXと互角の走りを見せるもDOSS判定で敗退。その後ビデオオプションの峠ドリフト企画の最中にリアの足回りを破損してしまう。
第5戦舞洲の翌日に同地で開催されたエキシビジョンでは、「角度番長決定戦」をトラブルで棄権、「追走番長決定戦」では末永正雄のFD3Sに敗北。「団体番長決定戦」では「チーム高級車」の先頭を担当、2位となった。
最終戦お台場では、本戦に加えて2日目のワールドチャンピオンズにも出場。今回からターボ化されており、ベスト8まで勝ち上がった。

#### 2016年
第1戦お台場のエキシビジョンマッチに出場。「団体ドリフト」には「チーム1000馬力」として、高橋邦明（マークX）、斎藤太吾（マークII）、川畑真人（GT-R）とともに団体ドリフトに挑んだが、D1ストリートリーガル出身の選手を中心に結成された「チーム下剋上」に敗北した。また、「追走バトル」では初戦で高橋邦明に敗れた。

## その他
- コンセプト時代に発表されたロードスターモデルは量産モデルには設定されていないが、特別モデルとして『LFA スパイダー』が2台のみ製造されており（ホワイトとイエローが存在）、イベントで披露されている[30]。
- トヨタ車に辛辣なことで知られる自動車ジャーナリストのジェレミー・クラークソンはLFAを絶賛しており、「私がこれまで運転したクルマの中で最高だ」と語っている[31]。